# 학습 (기독교)
학습(學習, catechumenate)이란 예수 그리스도를 믿고 교회에 출석한 성도들이 기독교의 기본 신앙을 교육받은 후에 그들에게 교회출석을 공적으로 공포하는 예식이다. 순서상 세례전에 베푸는 기독교 의식이다.

## 절차
처음 교회에 다니는 성도는 세례를 받기 전 일정 기간 동안 교회 생활에 필요한 교육을 이수하고 예수 그리스도를 믿기로 작정했을 때 당회가 심사하여 학습문답을 하고 교회 앞에 공포하는 신급 과정 중에 하나이다.

## 교육 내용
새신자들이 주로 학습 과정에서 교육받는 내용은 사람의 목적, 성경은 무슨 책인가? 하나님은 누구인가? 우주와 사람의 기원, 죄란 무엇인가? 예수 그리스도는 누구인가? 예배란 무엇인가? 공적예배는 어떻게 드려야 하는가? 성도는 어떻게 생활해야 하나? 주기도문과 사도신경등이다. 일종의 기독교 교리서 교육을 받는 것이다.

## 같이 보기
- 입교 (기독교)
- 세례
- 성찬